# Nunataki Kroshki
Nunataki Kroshki är en nunatak i Antarktis. Den ligger i Östantarktis. Australien gör anspråk på området. Toppen på Nunataki Kroshki är 821 meter över havet.
Terrängen runt Nunataki Kroshki är lite kuperad. Trakten är obefolkad. Det finns inga samhällen i närheten.